# KGB (videojuego)
KGB es un videojuego lanzado en 1992 para los ordenadores Commodore Amiga y Compatible IBM PC. Ambientado en los últimos y decadentes días de la Unión Soviética, KGB es considerado un juego difícil, incluso para jugadores experimentados, teniendo en cuenta que depende de un reloj en tiempo real y en un sistema de respuestas correctas/incorrectas que puede terminar el juego inmediatamente o después de un evento que necesita ser desencadenado; asimismo, los jugadores pueden cometer errores que serán detectados horas después durante el juego. El motor del juego, los gráficos y la interfaz tienen abundantes similitudes con los del videojuego Dune de Cryo.
KGB fue también lanzado en CD con el título Conspiracy, el cual incluía clips del padre de Rukov interpretado por Donald Sutherland dando consejos. En la versión CD, todas las referencias a "KGB" en el juego y el manual fueron cambiados por el título "Conspiracy".

## Trama
El juego está ambientado en el verano de 1991. El protagonista, capitán Maksim Mikahilovich Rukov, recientemente transferido al Departamento P del GRU después de dos años de labor, le es ordenado investigar la posible corrupción dentro del KGB después de que un antiguo agente convertido en detective privado ha sido encontrado muerto. Sin embargo, mientras el argumento progresa, Rukov se encuentra a sí mismo investigando un complot político de graves dimensiones.

## Personajes principales
- Capitán Maksim Mikhailovich Rukov nació el 12 de enero de 1966 en Sverdlovsk. Sus padres, Mikhail Stepanovich Rukov y Svetlava Shailova, murieron el 23 de mayo de 1983 en un atentado terrorista afgano en Dusambé (en la RSS de Tayikistán) donde su padre estaba de servicio.  Rukov aprendió inglés, árabe y español y se unió a los spetsnaz como paracaidista en 1988. El juego empieza cuando él da sus primeros pasos en el Departamento P.

- Tío Vanya es el hermano del padre de Rukov. Él también fue herido en el atentado de Dusambé y usa una silla de ruedas, aunque aún es capaz de cuidar de su sobrino. Vanya parece muy receloso de los nuevos empleadoresd de Maks.  (El nombre "Tío Vanya" es un guiño a la obra teatral del mismo nombre de Antón Chéjov).

- Mayor Vovlov es el superior inmediato de Rukov en el Departamento P. Tiene mal genio y es autoritario.

- Coronel Viktor Galushkin trabaja en el Departamento P. Conocía personalmente al padre de Rukov y persiguió sus asesinos.

- Mayor Radomir Savinkov, también miembro del Departamento P, es el controlador de Rukov en Leningrado. Es altamente inteligente.

- Coronel Vladimir Kusnetsov es el jefe del Departamento 7 del KGB en Leningrado. Es muy hostil hacia el Departamento P.

- Capitán Piotr Chapkin trabaja en el Departamento 7 con su suegro, el coronel Kusnetsov.

- Mayor Grigori Agabekov es el segundo al mando del Departamento 7. Sirvió en Afganistán. Tiene un expediente limpio y una buena reputación.

- Nathaniel Greenberg y Carla Wallace son agentes estadounidenses de la CIA que trabajan en el mismo caso que Rukov.

## Recepción
Computer Gaming World dijo en el febrero de 1993 que KGB "tiene un estilo parecido al de John Le Carre, con mucha intriga oculta, subterfugio profundo y trama entrecruzada. Uno casi espera aparecer a George Smiley". La revista alabó los gráficos del juego y su "estilo inusual", y concluyó que era "un producto interesante y atmosférico con más profundidad y detalle que el ofrecido por la mayoría de las últimas aventuras gráficas". En el abril de 1994 la revista dijo del remake en CD, Conspiracy, que aunque la actuación de Donald Sutherland era de "primera categoría" la incorporación de sus escenas eran "un poco forzadas".